# Historische stad Sukhothai en aanverwante historische steden

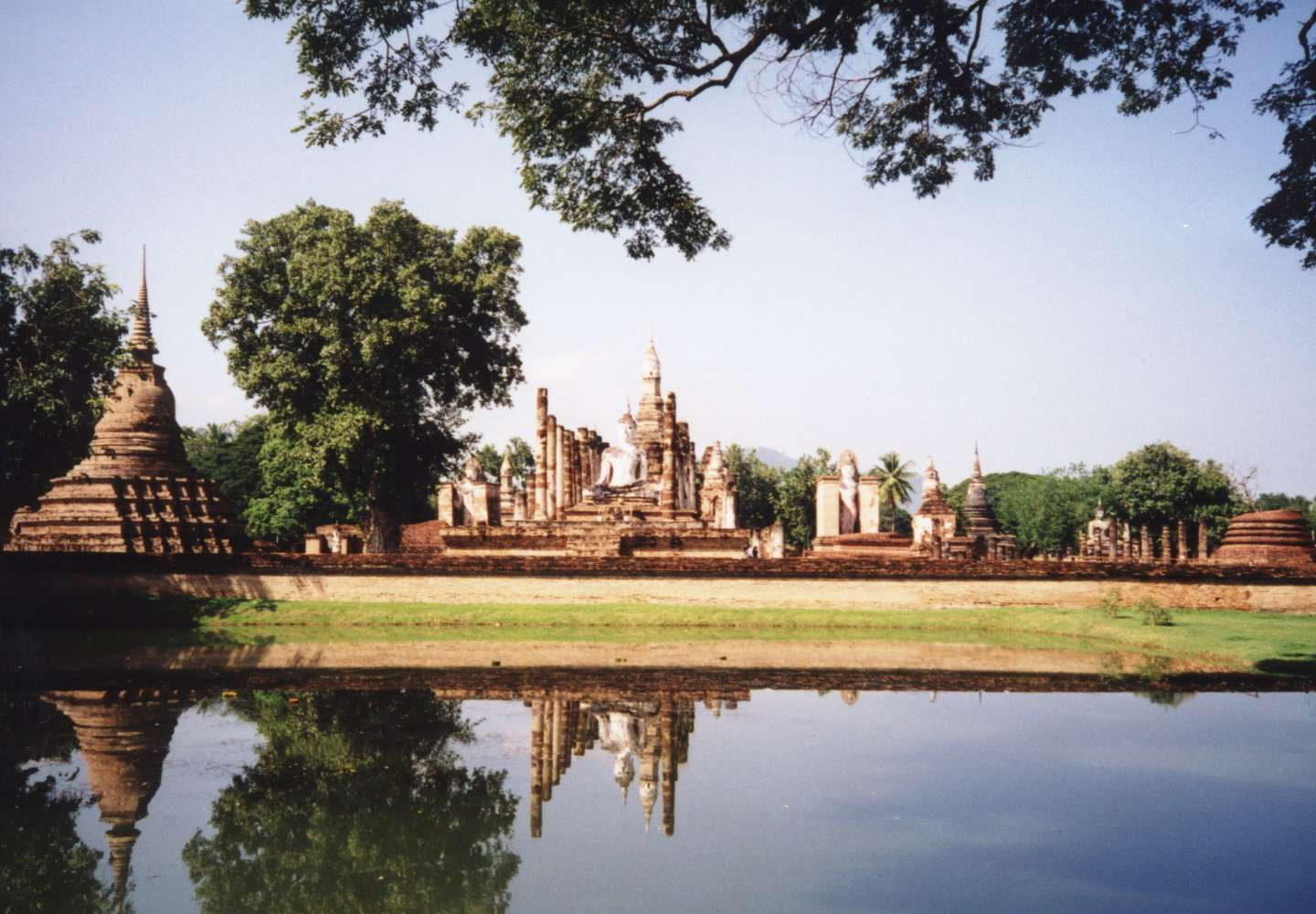
Historisch Park Sukhothai, 2000

De historische binnenstad van Sukhothai en bijbehorende historische steden staat op de UNESCO Werelderfgoedlijst, met de historische parken Sukhothai, Kamphaeng Phet en Si Satchanalai. Deze historische parken bewaren de overblijfselen van de drie belangrijkste steden van het koninkrijk Sukhothai, dat zijn bloeitijd kende in de 13e en 14e eeuw na Chr. De drie steden hadden alfabet, taal, bestuur en rechtspraak gemeen. Daarom neemt men aan dat ze een politieke eenheid vormden. Het Sukhothai Koninkrijk wordt beschouwd als het oudste Thaise koninkrijk. 

## Sukhothai Historical Park
Sukhothai Historical Park (Thai: อุทยาน ประวัติศาสตร์ สุโขทัย) bevat de ruïnes van Sukhothai, wat letterlijk betekent Aanbreken van gelukzaligheid, de hoofdstad van het Sukhothaikoninkrijk in de 13e en 14e eeuw. Tegenwoordig ligt dit gebied in Noord-Thailand bij Sukhothai, de moderne hoofdstad van de gelijknamige provincie. De stadsmuren vormen een rechthoek van ongeveer 2 km oost-west bij 1,6 km noord-zuid. Er zijn 193 ruïnes op 70 vierkante kilometer. Er is een poort in het midden van elke stadsmuur. Binnen de muren staan de overblijfselen van het koninklijk paleis en zesentwintig tempels, de grootste is Wat Mahathat.

## Si Satchanalai Historical Park
Si Satchanalai Historical Park (Thai: อุทยาน ประวัติศาสตร์ ศรีสัชนาลัย) bevat de ruïnes van Si Satchanalai, de op een na belangrijkste stad van het Sukhothaikoninkrijk. Het is gelegen in de buurt van de moderne stad Si Satchanalai in de provincie Sukhothai. Er zijn 215 ruïnes in het historische park.

## Kamphaeng Phet Historical Park
De Kamphaeng Phet Historical Park (Thai: อุทยาน ประวัติศาสตร์ กำแพงเพชร) is een archeologische vindplaats in Kamphaeng Phet, met onder meer oude plaatsen zoals Mueang Chakangrao ten oosten van de rivier de Ping, Mueang Nakhon Chum in het westen en Mueang Trai Trueng ongeveer 18 km van de stad naar het zuidwesten. Chakangrao, de oude stad Kamphaeng Phet, was net zo gebouwd als de oude steden Sukhothai en Si Satchanalai, met aparte zones voor godsdienst binnen en buiten de stadsgrenzen. De bouwwerken zijn meestal groot en gemaakt van lateriet. Religieuze plaatsen op de westelijke oever van de rivier de Ping in Nakhon Chum zijn van baksteen en kleiner. Stadsmuren en oude vestingwerken markeren de rand van de rechthoekige stad van 300-700 bij 2200 meter.